# Skansen
Skansen (švedsko: [ˈskǎnːsɛn]; je najstarejši muzej na prostem in živalski vrt na Švedskem, ki je na otoku Djurgården v Stockholmu na Švedskem. 11. oktobra 1891 ga je odprl Artur Hazelius (1833–1901), da bi prikazal način življenja v različnih delih Švedske pred industrijsko dobo.
Izraz skansen je postal generični izraz, ki se nanaša na druge muzeje na prostem in zbirke zgodovinskih struktur, zlasti v srednji in vzhodni Evropi, pa tudi v Združenih državah, npr. Old World Wisconsin in Fairplay, Colorado.

## Zgodovina
19. stoletje je bilo obdobje velikih sprememb po vsej Evropi in Švedska ni bila izjema. Njen podeželski način življenja se je hitro umikal industrializirani družbi in mnogi so se bali, da bi se številni tradicionalni običaji in poklici v državi morda izgubili v zgodovini. Artur Hazelius, ki je pred tem ustanovil nordijski muzej na otoku Djurgården blizu središča Stockholma, je bil navdihnjen z muzejem na prostem, ki ga je ustanovil kralj Oskar II. Švedski v Kristianiji leta 1881, ko je ustvaril svoj muzej na prostem na hrib, ki dominira nad otokom. Skansen je postal model za druge zgodnje muzeje na prostem v Skandinaviji in pozneje drugod.
Skansen je bil prvotno del Nordijskega muzeja, vendar je leta 1963 postal neodvisna organizacija. Predmeti v stavbah Skansen so še vedno last Nordijskega muzeja.
Po dolgem potovanju je Hazelius kupil približno 150 hiš iz vse države (pa tudi eno stavbo iz Telemarka na Norveškem) in jih kos za kosom poslal v muzej, kjer so jih obnovili, da bi zagotovili edinstveno sliko tradicionalne Švedske. Samo tri stavbe v muzeju niso originalne in so bile skrbno kopirane iz primerkov, ki jih je našel. Vse stavbe so odprte za obiskovalce in prikazujejo celotno paleto švedskega življenja od dvorca Skogaholm, zgrajenega leta 1680, do kmečkih hiš Älvros iz 16. stoletja.

## Muzej na prostem
Skansen vsako leto pritegne več kot 1,3 milijona obiskovalcev. Številni eksponati na območju 300.000 m² vključujejo popolno repliko povprečnega mesta iz 19. stoletja, v katerem obrtniki v tradicionalnih oblačilih, kot so usnjarji, čevljarji, srebrnarji, peki in pihalci stekla, prikazujejo svoje spretnosti v starodobnem okolju. Obstaja celo majhna parcela, kjer raste tobak, ki se uporablja za izdelavo cigaret. Obstaja tudi živalski vrt na prostem, ki vsebuje široko paleto skandinavskih živali, kot so [[rjavi medved]g, los, sivi tjulenj, ris, volk, navadna lisica, vidra, severni jelen, navadni tjulenj, velika uharica, bradata sova in rosomahom. tudi nekatere neskandinavske živali. Obstajajo tudi kmetije, kjer je mogoče videti redke pasme domačih živali.
V začetku decembra je osrednji trg Bollnäs gostitelj priljubljenega božičnega sejma, ki poteka že od leta 1903 in vsak konec tedna privabi okoli 25.000 obiskovalcev. Poleti se odvijajo predstave ljudskih plesov in koncerti.

## Galerija
- Dvorec Skogaholm
- Zahodno krilo dvorca Skogaholm zgodaj poleti. Vsebuje knjižnico, shrambo porcelana in pet sob za goste.
- Allsång på Skansen ("Pojte ob Skansenu") je priljubljen letni dogodek
- Največja cigara na svetu v Muzeju tobaka in vžigalic
- Skansen zimskega popoldneva
- Poletna hiša Swedenborg
- Tirna vzpenjača
- Koča Samijev
- Cerkev Seglora
- Rjavi medved pri Skansenu
- Hiša iz okrožja Blekinge zdaj v Skansenu
- Vhod